# Jean Casabianca
Pour les articles homonymes, voir Casabianca.
 (septembre 2018).
Si vous disposez d'ouvrages ou d'articles de référence ou si vous connaissez des sites web de qualité traitant du thème abordé ici, merci de compléter l'article en donnant les références utiles à sa vérifiabilité et en les liant à la section « Notes et références ».
Jean Casabianca, né le 31 mai 1960 à Ajaccio (Corse), est un militaire français. Amiral, il est major général des armées du 1er septembre 2018 au 28 février 2021.

## Carrière
Ancien élève du Collège Naval de Brest, il est admis à l'École navale en 1979. Après la mission Jeanne d'Arc, il commence en 1982 sa carrière comme adjoint au directeur des ateliers sur le bâtiment de soutien logistique Garonne, en Guyane, avant de rejoindre le cours des Officiers Energie de Saint Mandrier il est ensuite affecté comme ingénieur en sécurité plongée sur le sous-marin Daphne puis ingénieur en 3ème sur le premier sous-marin d'attaque à propulsion nucléaire Rubis pour son évaluation et sa qualification opérationnelles après armement avant de devenir chef du service Energie Propulsion du sous-marin d’attaque conventionnel La Praya . 
Il effectue plusieurs missions et opérations spéciales en Méditerranée et dans l'océan Indien souvent comme officier propulsion, comme sous-marinier ou dans les forces navales de surfaces. Il participe, entre autres, à la guerre du Golfe comme chef du groupement énergie du sous-marin d’attaque à propulsion nucléaire Émeraude puis sur le bâtiment de commandant et de ravitaillement Var, durant les opérations d’embargo contre Irak puis de soutien des forces françaises engagées en Somalie dans le cadre de l'opération Oryx.
En 2000, il embarque une dernière fois comme commandant adjoint navire sur le porte-avion Charles de Gaulle lors de la guerre contre le terrorisme. Il s'occupe des ressources humaines au sein de la Marine, de la modernisation des forces sous-marines et de la loi de programmation militaire de 2011. Il est considéré comme un spécialiste des chaufferies nucléaires et des ressources humaines.
En 2011 il est nommé officier général adjoint au major général des armées, chef de la division études stratégiques et management général. À partir de 2013 Adjoint au directeur des ressources humaines du ministère de la Défense avant de devenir chef de cabinet militaire du ministre de la Défense et Major général des armées à partir du 1er septembre 2018.
Il est recruté par l'entreprise EDF comme inspecteur général de la sûreté nucléaire en mars 2021. En cette qualité, Jean Casabianca est l'auteur d'un rapport mettant en lumière les effets de la montée en puissance des énergies renouvelables intermittentes (EnRi) sur le parc nucléaire français. Initialement conçus pour fonctionner en base, les réacteurs sont de plus en plus sollicités pour moduler leur puissance afin de compenser les variations imprévisibles de la production solaire et éolienne. Ce suivi de charge, autrefois marginal, concerne désormais jusqu'à « la moitié du parc nucléaire en service » chaque jour. « L'imprévisibilité et le faible préavis de ces modulations profondes perturbent la planification des activités, les maintenances programmées et les essais périodiques », souligne le rapport. Jean Casabianca « estime que la priorité donnée aux EnR, dans une complémentarité unilatérale nucléaire-EnR, conduit à des variations de puissance dont il serait d'autant plus opportun de se dispenser qu'elles ne sont jamais anodines sur la sûreté, notamment la maîtrise de la réactivité, et sur la maintenabilité, la longévité et le coût d'exploitation de nos installations ». À l'été 2025, dans le cadre de la réorganisation d'EDF menée par Bernard Fontana, le périmètre des attributions de Jean Casabianca est élargi à la sûreté hydraulique, à la sécurité et à la santé.

## Décorations
- Commandeur de la Légion d'honneur (2007)
- Grand officier de l'ordre national du Mérite
- Croix de la Valeur militaire
- Officier de l'ordre du Mérite maritime
- Croix du combattant
- Médaille de reconnaissance de la Nation
- Médaille commémorative française (Afghanistan)
- Médaille d'Outre-Mer
- Médaille de la Défense nationale, échelon argent
- Commandeur du mérite militaire de l’ordre de Malte